# Koji Gushiken
Koji Gushiken (Osaka, 12 november 1956) is een Japans turner.
Gushiken werd in 1981 wereldkampioen aan de brug gedeeld met Aleksandr Ditjatin. In 1983 werd Gushiken gedeeld wereldkampioen aan de ringen met Dmitri Bilozertsjev. Tijdens de Olympische Zomerspelen 1984 won Gushiken de gouden medaille in de meerkamp en de gouden medaille aan de ringen gedeeld met Li Ning en de zilveren medaille op sprong en de bronzen medaille in de landenwedstrijd en aan de rekstok.

## Resultaten

### Olympische Zomerspelen
| Jaar | Plaats      | Resultaten                                                                                             |
| ---- | ----------- | --- |
| 1984 | Los Angeles | in de meerkamp aan de ringen op sprong aan de rekstok in de landenwedstrijd 5e aan de brug 8e op vloer |

### Wereldkampioenschappen turnen
| Jaar | Plaats     | Resultaten                                                      |
| ---- | ---------- | --------------------------------------------------------------- |
| 1979 | Fort Worth | in de landenwedstrijd · op het paard voltige                    |
| 1981 | Moskou     | aan de brug · in de landenwedstrijd · in de meerkamp · op vloer |
| 1983 | Boedapest  | aan de ringen · in de meerkamp · in de landenwedstrijd          |
| 1985 | Montreal   | aan de brug                                                     |

1900: Gustave Sandras ·
1904: Julius Lenhart ·
1908: Alberto Braglia ·
1912: Alberto Braglia ·
1920: Giorgio Zampori ·
1924: Leon Štukelj ·
1928: Georges Miez ·
1932: Romeo Neri ·
1936: Alfred Schwarzmann ·
1948: Veikko Huhtanen ·
1952: Viktor Tsjoekarin ·
1956: Viktor Tsjoekarin ·
1960: Boris Sjachlin ·
1964: Yukio Endo ·
1968: Sawao Kato ·
1972: Sawao Kato ·
1976: Nikolaj Andrianov ·
1980: Aleksandr Ditjatin ·
1984: Koji Gushiken ·
1988: Vladimir Artemov ·
1992: Vitali Tsjerbo ·
1996: Li Xiaoshuang ·
2000: Aleksej Nemov ·
2004: Paul Hamm ·
2008: Yang Wei ·
2012: Kōhei Uchimura ·
2016: Kōhei Uchimura ·
2020: Daiki Hashimoto ·
2024: Shinnosuke Oka
1896: Ioannis Mitropoulos ·
1904: Herman Glass ·
1924: Francesco Martino ·
1928: Leon Štukelj ·
1932: George Gulack ·
1936: Alois Hudec ·
1948: Karl Frei ·
1952: Grant Sjaginjan ·
1956: Albert Azarjan ·
1960: Albert Azarjan ·
1964: Takuji Hayata ·
1968: Akinori Nakayama ·
1972: Akinori Nakayama ·
1976: Nikolaj Andrianov ·
1980: Aleksandr Ditjatin ·
1984: Koji Gushiken, Li Ning ·
1988: Holger Behrendt, Dmitri Bilozertsjev ·
1992: Vitali Tsjerbo ·
1996: Jury Chechi ·
2000: Szilveszter Csollány ·
2004: Dimosthenis Tampakos ·
2008: Chen Yibing · 
2012: Arthur Zanetti · 
2016: Eleftherios Petrounias · 
2020: Liu Yang · 
2024: Liu Yang
- CiNii: DA03168071
- Gemeinsame Normdatei: 134135075
- International Standard Name Identifier: 0000 0000 8298 6379
- Bibliotheek van het Japanse parlement: 00152653
- Virtual International Authority File: 110246953
- WorldCat: E39PBJbtrQvgQqk7MckYjKJxDq